# Mutua Madrid Open 2011
Mutua Madrid Open 2011 — 22-й розыгрыш ежегодного профессионального теннисного турнира среди мужчин и женщин, проводящегося в испанском городе Мадрид и являющегося частью тура ATP в рамках серии Masters 1000 и тура WTA в рамках серии Premier Mandatory. Турнир прошёл с 30 апреля по 8 мая. Соревнование продолжало околоевропейскую серию грунтовых турниров, подготовительную к майскому Roland Garros.
Прошлогодние победители:
- в мужском одиночном разряде —  Рафаэль Надаль
- в женском одиночном разряде —  Араван Резаи
- в мужском парном разряде —  Боб Брайан /  Майк Брайан
- в женском парном разряде —  Винус Уильямс /  Серена Уильямс

## Соревнования

### Мужчины. Одиночный турнир
Новак Джокович обыграл  Рафаэля Надаля со счётом 7-5, 6-4.
- Джокович выигрывает 6-й титул в сезоне и 24-й за карьеру в основном туре ассоциации.
- Надаль уступает 3-й финал в сезоне и 16-й за карьеру в основном туре ассоциации.

### Женщины. Одиночный турнир
Петра Квитова обыграла  Викторию Азаренко со счётом 7-6(3), 6-4.
- Квитова выигрывает 3-й титул в сезоне и 4-й за карьеру в туре ассоциации.
- Азаренко уступает 1-й финал в сезоне и 7-й за карьеру в туре ассоциации.

### Мужчины. Парный турнир
Боб Брайан /  Майк Брайан обыграли  Ненада Зимонича /  Микаэля Льодра со счётом 6-3, 6-3.
- Боб выигрывает 4-й титул в сезоне и 71-й за карьеру в основном туре ассоциации.
- Майк выигрывает 4-й титул в сезоне и 73-й за карьеру в основном туре ассоциации.

### Женщины. Парный турнир
Виктория Азаренко /  Мария Кириленко обыграли  Квету Пешке /  Катарину Среботник со счётом 6-4, 6-3.
- Азаренко выигрывает 1-й титул в сезоне и 5-й за карьеру в туре ассоциации.
- Кириленко выигрывает 1-й титул в сезоне и 9-й за карьеру в туре ассоциации.